# Martí Crespo i Sala
Martí Crespo i Sala (Barcelona, 1972) és un periodista de Vilaweb i del programa de ràdio per Internet L'internauta.
La xarxa li ve del seu pare, Lluís Crespo (Barcelona, 1939-2013), que tot i no tenir cap relació amb la informàtica es va apassionar des del principi per Internet. «Des de 1994-1995 per casa van passar totes les tecnologies hagudes i per haver de connexió (Infovía, XDSI, ADSL, cable…) i, a mitjans dels 90, va arribar a tenir comptes de les xarxes privades nord-americanes Compuserve i AOL. No sé com s'ho va fer, però algun comercial d'AOL li va cedir la seva adreça postal dels Estats Units perquè ell pogués obrir-s'hi un compte. A causa d'això, una vegada mon pare es va comprar un llibre als Estats Units amb el compte d'AOL i no el va rebre mai… perquè devia anar a parar a casa del comercial!», explica. Des de casa i a la biblioteca de la Universitat de Barcelona de plaça Universitat, Martí Crespo va tenir accés a les BBS —Bulletin Board System— de l'època, com la del setmanari El Temps.
«I més endavant a La infopista i a la primera Vilaweb. No en puc precisar la data, però entre el 1996 i el 1997 tots dos vam començar a col·laborar-hi i ens vam encarregar, els Crespo, de Vilaweb Informàtica —actualment, Vilaweb Tecnologia—, on jo feia notícies de la xarxa i ell, ressenyes de programes informàtics que provava i valorava. Paral·lelament, ell portava una newsletter sobre novetats informàtiques, en castellà, distribuïda per l'empresa NCSA.es de Barcelona amb un notable èxit», explica el periodista.
El novembre de 1998, Vicent Partal i Assumpció Maresma van contractar Martí Crespo com a coordinador de Nosaltres.com. El directori de webs que havia originat La infopista havia quedat relegat a un pla secundari amb el naixement de VilaWeb, més periodístic. El 1998 Maresma i Partal van considerar que calia rellançar el cercador amb el nom de Nosaltres.com. Des d'aleshores ha treballat a la redacció de Vilaweb encarregant-se principalment de Nosaltres.cat, Vilaweb Tecnologia, Diari de l'Escola, L'internauta i també Xarxa, la doble pàgina que des de fa anys té Vilaweb al setmanari Presència, d'El Punt Avui, en paper, amb articles relacionats amb Internet i la tecnologia als Països Catalans i al món, i recomanacions de webs. «És, segons que diuen alguns, la secció tecnològica en un mitjà en paper més veterana i amb més continuïtat de casa nostra», explica. En paper, també va signar el primer llibre de Vilaweb, Guia VilaWeb.

## Publicacions
- Les millors adreces d'internet. Guia VILAWEB. 2002[3]
- Esclavos de Hitler. Republicanos en los campos nazis del Canal de la Mancha. Editorial UOC, 2014[4]

- Els ‘minorkeens’ de Gibraltar, Publicacions de l’Abadia de Montserrat, 2018
- Barcelona-Tahití, Edicions Vibop, 2022